# مسعود شاه الإنجي
جلال الدين مسعود شاه الإنجي كان حاكمًا للدولة الإنجوية في القرن الثامن الهجري.

## السيرة
جلال الدين مسعود شاه، هو ابن شرف الدين محمود شاه، وأخو الأمير غياث الدين خسرو [الفارسية] والأمير الشيخ أبي إسحاق الإنجي، وكان من الأسرة الإنجيّة التي تمتعت بقوة وشعبية كبيرة في جنوب إيران في أواخر عهد سلاطين الإلخانيين. بعد وفاة السلطان أبو سعيد الإلخاني، قُتل شرف الدين محمود شاه، الذي كان يُلقّب بـ"قارون الزمان"، على يد الأمير حسن الصغير من أسرة الجوبانيين. وعند وقوع ذلك، كان مسعود شاه والأمير الشيخ في تبريز، ففرّا من وجه الأمير حسن الصغير الجوباني. وفي سنة ٧٣٨ هـ، جاء مسعود شاه إلى شيراز مطالبًا بإرث والده في حكم جنوب إيران، وتمكن من السيطرة على منطقة فارس. في زمن الصراع المحتدم بين الحكومات المتقابلة، والذي أدى في نهاية المطاف إلى زوال أغلب الأسر المتنازعة وصعود أسرتي آل مظفر العربية والدولة الجلائرية، حظي مسعود شاه بدعم كبير من الأمير حسن الكبير الإلكاني. وكان سبب هذا الدعم هو الرابطة النسبية بين أسرتي الجلائري والإنجي، إذ كان مسعود شاه قد تزوج من "سلطان بخت [الفارسية]"، وهي أخت "دلشاد خاتون"، أرملة السلطان أبو سعيد الإلخاني، وزوجة الأمير حسن الكبير الإلكاني. وقد أدّى هذا الارتباط إلى تقارب بين الإنجيين والجلائريين في مواجهة القوى المتنازعة الأخرى مثل آل مظفر والجوبانيين. وفي سنة ٧٤٣ هـ، قُتل مسعود شاه في أحد ميادين شيراز على يد ياغي باستي، أحد أبناء الأمير جوبان. وبعد هذا الحادث، تولّى شقيقه الأمير الشيخ أبو إسحاق الحكم في جنوب إيران ولُقب "الملك الشيخ أبو إسحاق". وكان حافظ الشيرازي، الذي كان في مطلع شبابه في عهد مسعود شاه الإنجي، قد ذكر هذا الحاكم في إحدى مقطوعاته الشعرية ووصفه بالصالح.